# Tut
Tut é uma minissérie américo-canadense que estreou na TV a cabo estadunidense, no canal Spike, em 19 de julho de 2015. É uma minissérie de três episódios baseada na vida do faraó egípcio Tutancâmon.

## Desenvolvimento
Tut foi inicialmente anunciado pela Spike em maio de 2014. A minissérie marca um retorno do canal em uma programação, e em particular, uma série de eventos com o objetivo de conquistar um público balanceado (em contraste à programação atual da Spike, normalmente focada no público masculino). Tut é produzida pela Muse Entertainment, mais conhecida por outras minisséries como The Kennedys e The Pillars of the Eart.

## Elenco

### Elenco principal
- Avan Jogia como Tutancâmon, o faraó do Egito.  Ele é um homem sensível e ingênuo.
- Ben Kingsley como Aí, o Grande Vizir.
- Nonso Anozie como General Horemebe, experiente e sedento por poder estrategista militar do rei Tutancâmon.
- Sibylla Deen como Anquesenamon, a calculista e conivente irmã e esposa de Tutancâmon, forçada a se casar com seu próprio irmão por seu pai objetivando preservar sua sociedade monoteísta.
- Alexander Siddig como Amun, o Alto Sacerdote, uma grande figura política que mantém alta influência no santuário do Rei Tutancâmon.
- Kylie Bunbury como Suhad, uma bela e cativante garota de ascendência Mitani que despropositadamente salva a vida de Tutancâmon e desenvolve um forte vínculo com o jogo faraó egípcio.
- Peter Gadiot como Ka, amigo íntimo do Rei Tutancâmon e aparentemente amigo legal.
- Iddo Goldberg como Lagus, um soldado egípcio que cria uma ligação especial com o faraó.
- Alistair Toovey como Nahkt, enteado de Ay.
- Steve Toussaint como Tusserata, rei de Mitani.

### Elenco de apoio
- Nádia Silva como Ankhe's Maiden
- Kaizer Akhtar como Tutancâmon jovem.
- Silas Carson como Aquenáton, faraó do Egito e pai do Rei Tutancâmon.
- Steve Chusak como Paraneffer, servo de Aquenáton
- Alexander Lyras como General Yuya
- Geoffrey Burton como Dagi, médico-chefe dos egípcios
- Leon Lopez como Sete
- Daniela Lavender como Herit
- Ismail Kanater como Sacerdote de Suco